# Casablanca Records
Casablanca Records, tidigare Casablanca Record and Filmworks, är ett skivmärke som startades av Neil Bogart tillsammans med Cecil Holmes, Larry Harris och Buck Reingold 1973. Under 1970-talet hade de framgångar med artister som Kiss, Donna Summer, Cher, The Village People och Parliament tillsammans med George Clinton.  Under det tidiga 1980-talet hade bolaget Lipps Inc och Irene Cara, men nådde inte alls samma framgångar som tidigare.
År 1976 genomförde skivmärket en fusion med ett filmbolag och Casablanca Records blev Casablanca Record and Filmworks. Året därpå köpte Polygram 50% av Casablanca medan resten förvärvades tre år senare. Casablanca var filmproduktionsbolag för filmerna Djupet och Midnight Express.
Skivmärkets artister och låtkatalog hamnade senare hos Mercury Records. 2000 återupplivades märket för ett samarbete mellan Universal Music Group och Tommy Mottola. 
Skivbolaget Oasis som grundades av Giorgio Moroder 1975 blev senare en del av Casablanca.